# Марк ван дер Зейден
Марк ван дер Зейден (нід. Mark van der Zijden, 22 жовтня 1973) — нідерландський плавець.
Призер Олімпійських Ігор 2000 року, учасник 1996 року.
Призер Чемпіонату світу з водних видів спорту 1998 року.
Призер Чемпіонату Європи з водних видів спорту 1997, 2000 років.